# Speelmanstraat

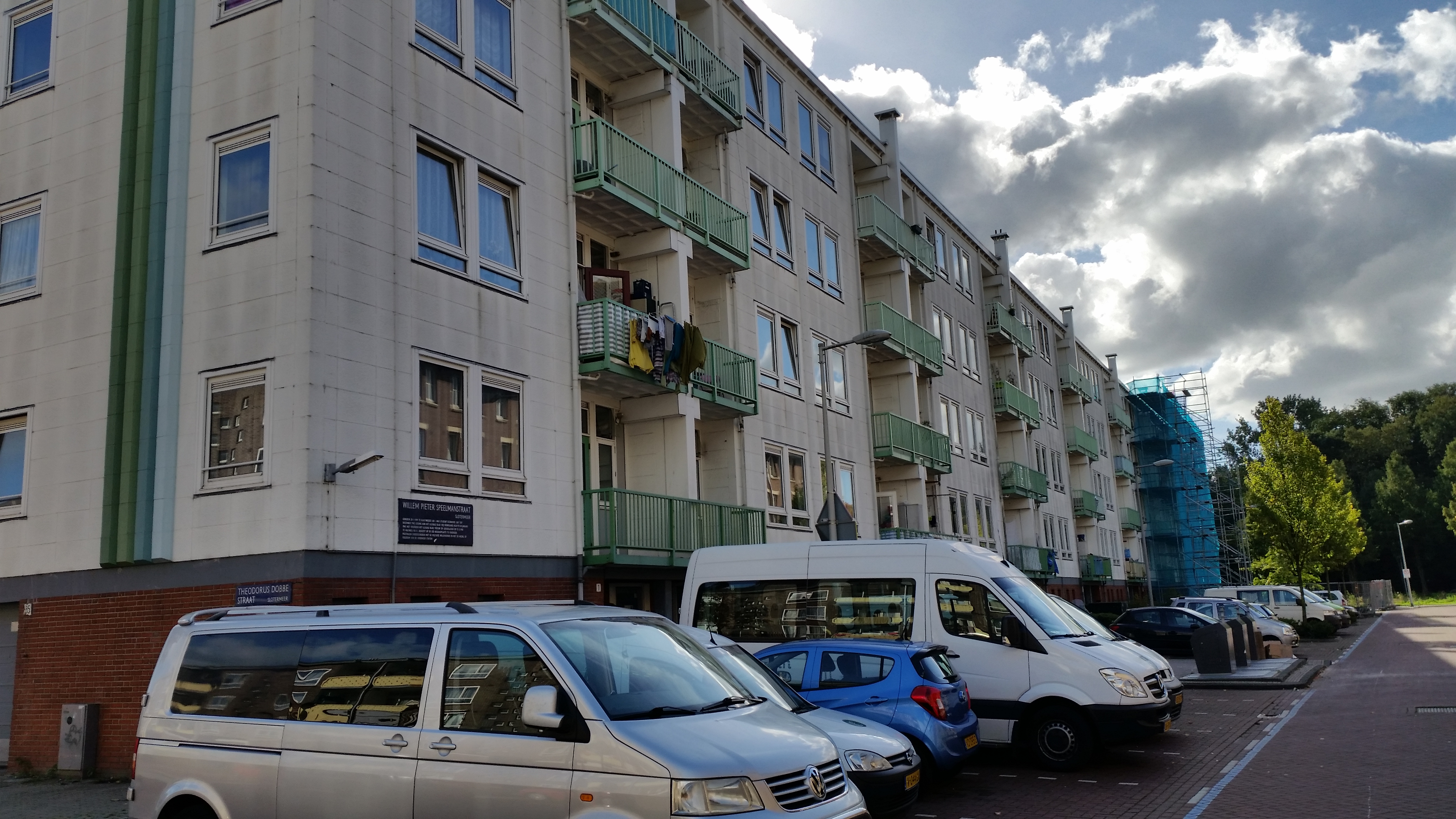
Oneven zijde (oktober 2018)

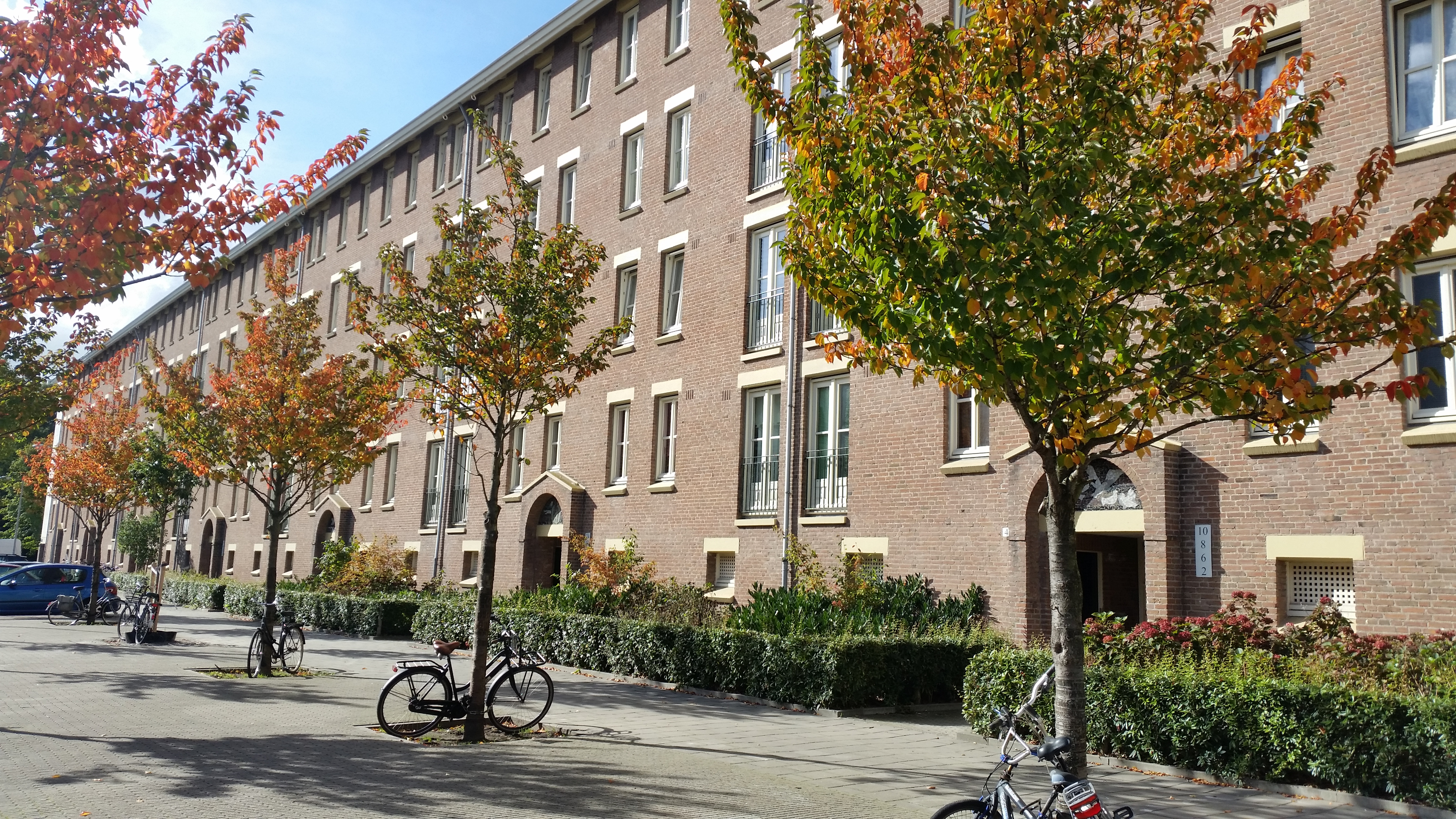
Even zijde (oktober 2018)

Speelmanstraat is een straat in de Amsterdamse tuinstad Slotermeer. De straat werd op 9 juli 1952 vernoemd naar verzetsstrijder Wim Speelman.

## Ligging en geschiedenis
De straat begint als zijstraat van de Theodorus Dobbestraat, loopt zuidwaarts tot een sierwater/gracht om vervolgens parallel aan die watergang naar het westen te lopen. Ze gaat op in de Freek Oxstraat. Alle drie de straten zijn vernoemd naar verzetsstrijders (Theodorus Dobbe en Freek Ox), zo ook de enige straat waarmee de Speelmanstraat kruist, de Lex Althoffstraat (Lex Althoff). Aan de overzijde van het sierwater ligt het Gerbrandypark uit de Burgemeestersbuurt.
De straat komt al (uiteraard zonder naam) voor op de plattegrond die Cornelis van Eesteren maakte voor zijn Algemeen Uitbreidingsplan uit 1939. Op die plattegrond is echter het sierwater nog niet ingepland; de flatbebouwing is al wel ingetekend en de straat maakt dan al dezelfde bocht. Door de Tweede Wereldoorlog werd de bouw opgehouden. De Speelmanstraat wordt gerekend tot het figuurlijke "Van Eesterenmuseum", een aanduiding voor de wijk ter herinnering aan de genoemde stadsplanner.
In eind 1952/begin 1953 begon men met bouwen in de Speelmanstraat aan de oneven kant.

## Gebouwen
Het aantal gebouwen aan de Speelmanstraat is gering. De bebouwing valt in twee delen uiteen. Aan de oneven kant begint de bebouwing op de hoek met de Theodorus Dobbestraat en bestaat uit Airey-woningen, ontworpen door architect J.F. Berghoef. Het huizenblok 1 tot en met 27 (nummering per portiek) staat tot aan het sierwater. Het laatste gedeelte bestaat uit een overstek rustend op betonnen palen op de kade van het sierwater. Onder die overstek loopt een voetpad langs de siergracht. Dit complex woningen wordt na een eerdere renovatie in de jaren 2017 tot en met 2019 opnieuw gerenoveerd om te voldoen aan de geldende gebruikerswensen en eisen van veiligheid. Het blok is in beheer bij woningbedrijf De Alliantie.
De even kant is eveneens een woonblok. Deze begint als een overkluizing van de Theodorus Dobbestraat en sluit daarmee aan op de bebouwing van de Burgemeester de Vlugtlaan. De huisnummers lopen op van 2 tot en met 82 (nummering per appartement). Het zijn portiekwoningen van het architectenduo Evers en Sarlemijn. Ook dit blok heeft aan de zuidkant een op betonpalen rustende overstek; die palen staan niet aan de kade, maar aan de straat, op de rooilijn. Ook dit complex werd eerst lichtjes gerenoveerd en hield daarbij haar oorspronkelijke uiterlijk. De kopse zuidkant van het blok kreeg in tegenstelling tot andere identieke bouwblokken geen uitwendige isolatie, de glaspartijen werden niet vervangen door ramen met kunststof kozijnen. Bij een nieuwe renovatie begin 21e eeuw bleek de originele gevelbeplating en achterliggende coating dermate verouderd, dat er werd gekozen voor een witte pleisterlaag met een blokmotief. Woningen werden bij deze renovatie samengevoegd, de oorspronkelijke woninkjes waren te klein geworden. Amsterdam benoemde het in 2007 tot beschermd stadsgezicht. Dit blok is eigendom van woningcorporatie Eigen Haard.

## Kunst

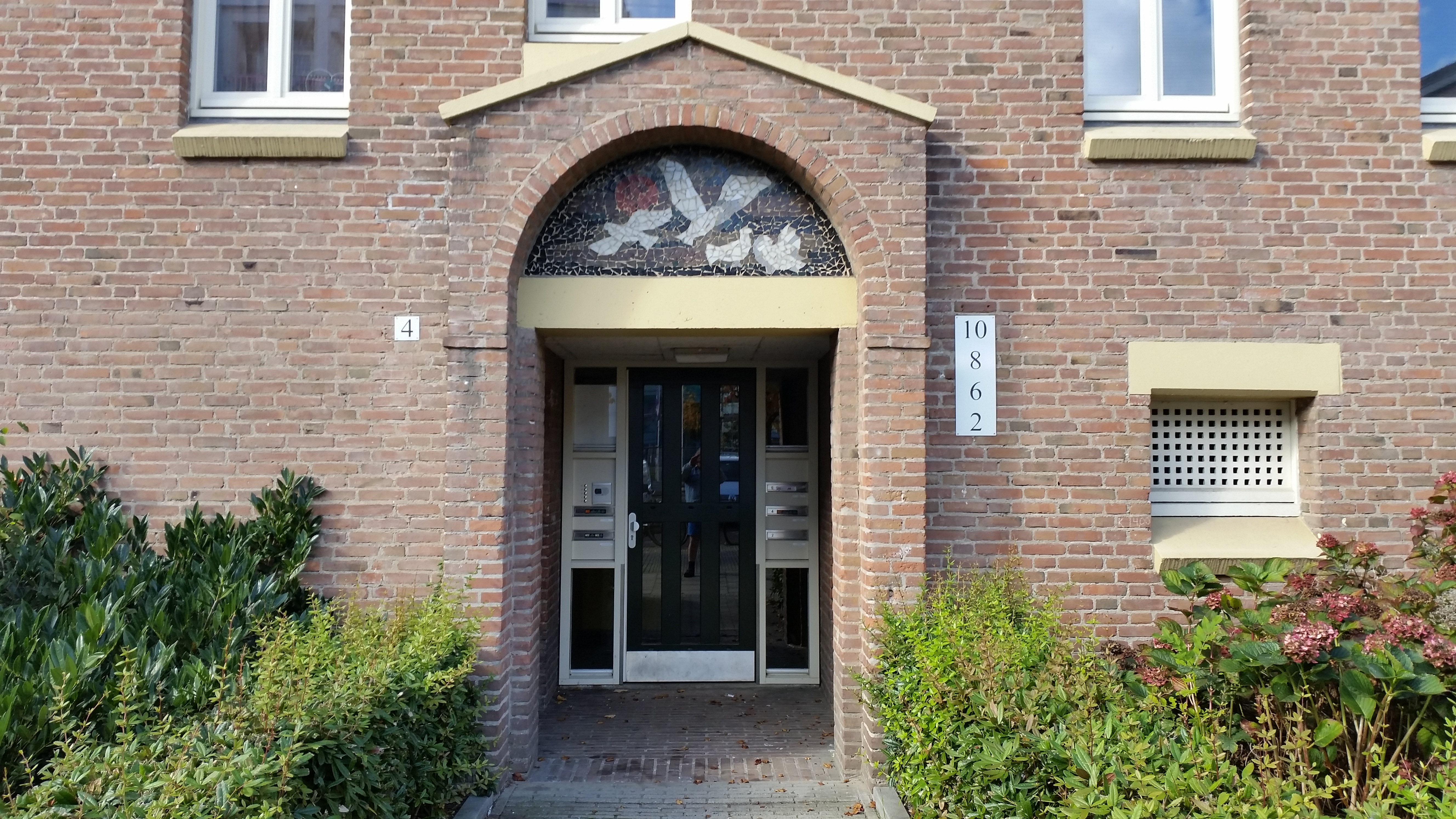
Mozaïek van Both (oktober 2018)

Er bevindt zich geen kunst in de openbare ruimten. Echter, voor de nissen in de ontspanningsbogen van de portieken aan de even zijde maakte kunstenaar Raymond Both mozaïeken. Both maakte zeven kunstwerken met bijvoorbeeld vogels voor portiek 2-10, zon en maan voor portiek 38-46 en een hand voor portiek 74-82.

## Andere Speelmanstraten
In Nieuwveen, de woonplaats van Wim Speelman, werd de toenmalige Stationsweg hernoemd naar W.P. Speelmanweg. Daarnaast is er in Zwijndrecht een straat met die naam. Rotterdam heeft ook een Speelmanstraat, maar die is vernoemd naar gouverneur Cornelis Speelman. Een deel van deze straat werd weggevaagd in het Bombardement op Rotterdam. Leeuwarden kent in de oude binnenstad een Speelmansstraat. In de "Geschiedkundige beschrijving van Leeuwaarden" uit 1856 wordt vermeld dat deze straat vermoedelijk vernoemd is naar smid dan wel slotenmaker Gysbert Speelman. Doetinchem kent een Speelmanstraat. Voorts is er nog een Speelmansstraat in Brugge, al bekend in de middeleeuwen.